# صموئيل كوك إدسال
صموئيل كوك إدسال (بالإنجليزية: Samuel Cook Edsall)‏ هو كاهن كاثوليكي أمريكي، ولد في 15 فبراير 1860 في ديكسون في الولايات المتحدة، وتوفي في 17 فبراير 1917 في روشستر في الولايات المتحدة.